# 1020-talet

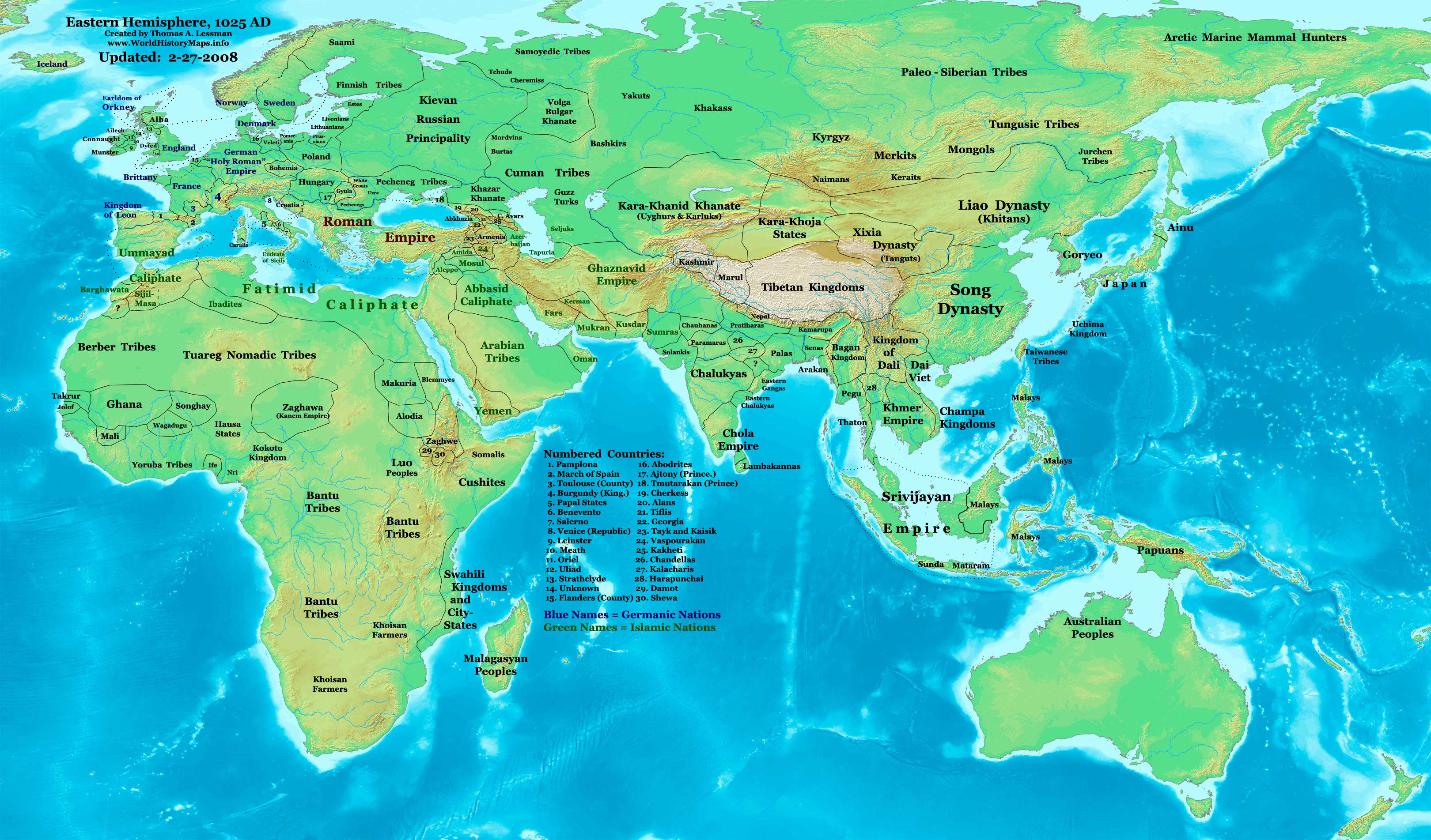
Karta, 1025

## Händelser
- De olika smårikena i Norge enas under Olav Haraldsson.

## Födda
- 1020 - Gregorius VII, påve.
- 1020 - Stefan IX, påve.
- 1022 - Harald Godwinson, Englands siste saxiske kung
- 1025 - Clemens III, motpåve.
- 1027 - Viktor III, påve.
- 1027 - Vilhelm Erövraren, kung av England.

## Avlidna
- 1021/1022 – Olof Skötkonung, kung av Sverige
- 1024 – Benedictus VIII, född Theophylactus, påve sedan 1012.